# Тоне (бронепалубен крайцер, 1907)
Тоне (на японски: 利根) е бронепалубен крайцер на Императорските ВМС на Япония.
Крайцерът получава името си в чест на едноименната река, разположена в равнината Канто.
Крайцерът е поръчан в рамките на Програмата за строеж на военни кораби по време на война, приета в самото начало на Руско-японската война, през пролетта на 1904 г., но е заложен след нейния край, през ноември 1905 г. Неговия проект е подготвен под ръководството на Мотоки Кондо, който приема като образец закупеният по-рано от Великобритания „Йошино“, но поради големите разлики спрямо първоизточника се счита, въпреки всичко, за първия разработен в Япония проект на крайцер. Строежа на „Тоне“ се води от Арсенала на флота в Сасебо, и поради липса на опит от корабостроителницата да строи големи кораби, както и поради липса на финансиране отнема почти пет години – то е предаден на флота на 15 май 1910 г.
По конструкция корпуса на „Тоне“ се отличава със своя клиперски форщевен вместо традиционният таранен. Той става последният японски крйацер, на който все още са използвани парни машини. Броневата защита включва в себе си прикриваща енергетичната установка бронирана палуба със скосове, плюс локална защита на бойната рубка, оръдията и торпедния отсек. Основното въоръжение в сравнение с „Йошино“ е малко по-слабо и включва две 152-мм и десет 120-мм оръдия.
Крайцера участва в Първата световна война. През 20-те години служи като стационер в Китай, отписан е през 1931 г. и е потопен като кораб-мишена на учения, на 30 април 1933 г.

## Проектиране и строеж
Веднага след приемане на Програмата за разширение на Трети флот, през юни 1903 г., (според нея е планирано построяването на 3 ескадрени броненосеца, 3 броненосни крайцера, 2 разрушителя и канонерска лодка) Японския императорски флот, започва подготовката на допълнителна програма. Според нея по проект изходно се планира поръчката на 2 ескадрени броненосеца, 4 броненосни и 3 бронепалубни крайцера, 28 разрушителя, 3 миноносеца и 13 „специални миноносеца“ (подводници). С измененията (броя на бронепалубните крайцери е съкратен до един, вместо 3 миноносеца са поръчани разрушители) тя е приета вече след началото на Руско-японската война на 20-а, извънредна, сесия на японския парламент (20 – 30 март 1904 г.), като Програма за строеж на бойни кораби във военно време. Единственият бронепалубен крайцер получава според програмата временното обозначение – крайцер 2-ри клас „А“, но до края на бойните действия така и не е заложен.
Проектироването на крайцера 2-ри клас се води под ръководството на капитан 1-ви ранг Мотоки Кондо от третата секция на Морския технически департамент (МТД). За основа са взети чертежите на „елсуикския“ бронепалубен крайцер „Йошино“, закупен от Великобритания и включен в състава на ЯИФ преди повече от 10 години, през 1894 г. (4150 тона, 109,73×14,22×5,18 м, скорост 22,5 възела при мощност 15 750 к.с., четири 152-мм и осем 120-мм оръдия). Крайният резултат, обаче, достатъчно много се различава от „Йошино“ (в т.ч. и по външен вид, вече изящен благодарение на клиперския форщевен, трите комина вместо два и скосените мачти), като той се счита за първия разработен в Япония проект на крайцер.
На 30 септември 1905 г. крайцера 2-ри клас „А“ получава името „Тоне“ в чест на протичащата през равнината Канто река. На стапела на Арсенала на флота в Сасебо той е заложен на 27 ноември същата година. По-рано тази корабостроителница е строи само миноносци с водоизместимост до 110 тона („Тоне“ и четири 381-тонни разрушителя по същата програма стават въобще първите много или малко големи кораби, построени от нея), което в съвокупност с финансовите проблеми води до проточване на строителството, заело в крайна сметка 53 месеца. На вода крайцера е спуснат на 27 ноември 1907 г., преминава ходовите си изпитания на 13 април 1910 г. и на 15 май същата година е предаден на флота.

## Конструкция

### Корпус и компоновка
Както и „Йошино“, „Тоне“ има корпус с относително умерено съотношение дължина към ширина от 8,0, разсчитан за максимална скорост 22 – 23 възела. Основният конструкционен материал е мека стомана. Форщевена вместо таранен (както е при „Йошино“) става клиперен – тон постепенно се изкачва в подводната част с дължина 12,2 м и рязко в надводната, с дължина 4,88 м, с дъга в самия връх. Подобна е формата и на ахтерхщевена – в подводната част с дължина 15,86 м той също постепенно се изкачва, носейки близо до края му балансирния рул (с площ 13,47 квадратни метра), и по-рязко се изкачва в надводната, с дължина 8,235 м. На горната палуба в централната част на корпуса се намират 9 лодки, в т.ч. 6 големи и 3 малки.
Метацентричната височина на крайцера съставлява при нормална водоизместимост 0,78 м, извисяването на центъра на тежестта над водолинията е 2,15 м. За намаляване на бордовото люлеене на корпуса са поставени скулови килове с дължина 47,7 м и максимална ширина 0,5 м.
Разпределението на теглото на елементите на крайцера изглежда по следния начин:
|                           | Маса, т | В проценти |
| ------------------------- | ------- | ---------- |
| Корпус и снаряжение       | 1778,0  | 43,31%     |
| Бронева защита            | 458,0   | 11,16%     |
| Въоръжение                | 261,0   | 6,36%      |
| Силова установка          | 1059,0  | 25,80%     |
| Гориво (въглища)          | 300     | 7,31%      |
| Оборудване                | 249,0   | 6,06%      |
| Водоизместимост, нормална | 4105,0  | 100%       |

### Бронева защита
Основната защита на крайцера е броневата палуба, при дължина 66,75 м прикриваща енергетичната установка. Тя е изградена от два слоя 19-мм плочи мека стомана, бордовите скосове (под ъгъл 30°, ширина – 2,59 м) допълнително са усилени с 38-мм плочи никелова стомана – сумарната им дебелина съставлява 76 мм. Пространството между броневата палуба и разположената над нея средна палуба е заето от въглищните бункери, както и между борда и отсеците на енергетичната установка.
Разположеният на средната палуба в кърмата торпеден отсек има стени от 25,4-мм круповска броня и таван от 12,7-мм мека стомана. Бойната рубка се защитава от 102-мм плочи круповска броня.

### Енергетична установка
На крайцера са поставени две парни машини със сумарна мощност 15000 к.с. (11,032 МВт) при 160 об/мин, подсигуряващи максималната проектна скорост от 23 възела. И двете са вертикални, с тройно разширение, четирицилиндрови (диаметри на цилиндрите – 0,89, 1,32, 1,50 и 1,50 м, ход – 0,84 м), работещи пряко на гребните валове. „Тоне“ става последният строен за ЯИФ крайцер, снабден с парни машини.
Парата за машините се произвежда от шестнадесет водотръбни котела с тръбички голям диаметър, конструкция на Миябара. Котлите са разположени в три котелни отделения (четири – в първото и по шест – във второто и третото) с обща дължина 37,82 м, продуктите на горене се извеждат в три комина (един на котелно отделение). Работното налягане на наситената пара е 15,9 кгс/см². Всички котли имат смесено отопление, нормалният запас гориво съставлява по проект 124 тона мазут и 903 тона въглища.
На ходовите изпитания от 13 април 1910 г. в района на Мие „Тоне“ достига скорост от 23,368 възела при водоизместимост 4103 тона, при мощност на машините 15 215 к.с. и диферент към кърмата от 0,585 м.

### Въоръжение
Основното въоръжение на крайцера се състои от две 152-мм оръдия тип 41 с дължина на ствола 45 калибра (по едно на полубака и юта) и десет 120-мм оръдия тип 41 с дължина на ствола 40 калибра (две в задната част на полубака, осем на горната палуба в централната част на корпуса, симетрично по бордовете). Всички оръдия са разположени на въртящи се установки и имат броневи щитове. По брой и нахождение на основните оръдия „Тоне“ повтаря прототипа „Йошино“, с разликата, че за намаляване на високото тегло две 152-мм оръдия са сменени със 120-мм. Погребите за боекомплекта са съсредоточени в краищата под средната палуба – носовите пред първото котелно отделение, по-малките по размер кърмови зад машинните отделения.
Допълнително има и две 76-мм оръдия тип 41 с дължина на ствола 23 калибра (по бордовете отстрани на първия комин), две 6,5-мм картечници „Максим“ (на предния мостик) и четири 90-см прожектора Сименс-Шукерт (по два на предния и задния мостици). Торпедното въоръжение включва три 450-мм неподвижни еднотръбни торпедни апарата на средната палуба (един в ахтерхщевена, два по бордовете под кърмовия мостик) с общ боекомплект 6 торпеда. Торпедата се съхраняват в съседство с апаратите в пенали, за преместването им по средната палуба в кърмата има система от релси, натоварват се през специална врата в левия борд.

### Екипаж и условия за обитаемост
Екипажа на крайцера съставлява 370 души. Жилищните помещения се намират на средната палуба, в полубака и юта и са компоновани традиционно: кубриците за матросите се намират в носовата част (до котелно отделение №1), каютите за офицерите – нататък към кърмата.

## История на службата
След влизането си в строй „Тоне“, на 15 юли 1910 г., е зачислен в състава на Първи флот. От 1 декември същата година той заедно с броненосния крайцер „Курама“ е предаден на Втори флот. Двата кораба, под флага на командващия флота вицеадмирал Хаяо Симамура, на 1 април 1911 г. напускат Йокосука, насочвайки се за Европа. На 24 юни те участват в морския преглед в Спитхед по случай коронацията на Джордж V, на обратния път преминават през Средиземно море и се връщат в Япония на 12 ноември 1911 г.
С началото на Първата световна война крайцера „Тоне“, като флагман на 2-ра флотилия разрушители на 2-ра ескадра на Обединения флот, участва в обсадата на Циндао.
От февруари 1916 г. влиза в състава на 3-та ескадра на Обединения флот, и базирайки се в Сингапур се занимава с патрулиране в Индийския океан.
От 1 април 1924 до 31 януари 1925 г. и от 1 декември 1925 до 30 ноември 1929 г. „Тоне“ носи службата на стационар на река Яндзъ в района на Шанхай. От 30 ноември 1929 г. крайцера е изваден в резерва четвърта категория и застава на стоянка в Сасебо.
На 1 април 1931 г. „Тоне“ е изваден от списъците на флота, получавайки обозначението „Изключен кораб №2“ („Хай Кан №2“). В хода на учения, през април 1933 г., бившия крайцер се използва като мишена за тежките крайцери „Аоба“, „Кинугаса“ и „Како“, отработващи използването на 200-мм полубронебойни снаряди с нови взриватели. Окончателно той е потопен с 30-кг бомби от изтребители на морската авиация на 30 април.